# Qustul
Qustul je arheološko pokopališče na levi obali Nila v Spodnji Nubiji blizu meje Egipta s Sudanom. Na pokopališču so odkrili artefakte iz nubijske kulture A, egipčanskega Novega kraljestva in nubijske kulture X.
Qustul  je poplavilo Naserjevo jezero.

## Najdbe iz nubijske kulture A
V Egiptu so odkrili in izkopali tri pomembna pokopališča iz nubijske kulture A iz obdobja egipčanske  Prve dinastije. Najpomembnejše je pokopališče L, na katerem so bili pokopani premožni vladarji. V enem od grobov so odkrili poslikano kadilnico, na kateri je med drugim upodobljen mož z belo krono Gornjega Egipta.

## Najdbe iz nubijske kulture X
Walter Emery je leta 1931-1933 izkopaval nekropolo iz nubijske kulture X z velikimi grobnimi gomilami kraljev, žrtvovanih konj, konjske opreme in služabnikov iz 4. do 6. stoletja n. št. Kraljevski način pokopavanja potrjujejo trupla, ki so ob odkritju še vedno nosila krone.

## Sklica
1. ↑  More info about the Qustul Incense Burner. Pridobljeno 30. marca 2017.
2. ↑  Derek A. Welsby. The kingdom of Kush: the Napatan and Meroitic empires, chapter 9: The Decline and Fall of the Kushite Kingdom, ISBN 978-1558761827.